# شهرستان نس (کانزاس)
شهرستان نس، کانزاس (به انگلیسی: Ness County, Kansas) یک سکونتگاه مسکونی در ایالات متحده آمریکا است که در کانزاس واقع شده‌است.